# Аргенбил
Аргенбил (њем. Argenbühl) општина је у њемачкој савезној држави Баден-Виртемберг. Једно је од 39 општинских средишта округа Равенсбург. Према процјени из 2010. у општини је живјело 6.064 становника. Посједује регионалну шифру (AGS) 8436094.

## Географски и демографски подаци
Аргенбил се налази у савезној држави Баден-Виртемберг у округу Равенсбург. Општина се налази на надморској висини од 681 метра. Површина општине износи 76,4 km². У самом мјесту је, према процјени из 2010. године, живјело 6.064 становника. Просјечна густина становништва износи 79 становника/km².